# Krzysztof Rynkiewicz (reżyser)
Krzysztof Rynkiewicz (ur. 23 stycznia 1952 w Łodzi) – polski grafik, scenograf, reżyser, scenarzysta, twórca filmów animowanych oraz nauczyciel akademicki.

## Życiorys
W latach 1973–1978 studiował w Państwowej Wyższej Szkole Sztuk Plastycznych w Łodzi. Dyplom obronił na Wydziale Grafiki w 1978. W 2019 decyzją Prezydenta Rzeczypospolitej Polskiej otrzymał tytuł profesora.
W latach 1977–1987 pracował jako scenograf i aktor w Teatrze 77 w Łodzi, a przez następne 10 lat w łódzkiej wytwórni filmów animowanych Se-ma-for, gdzie zrealizował 3 animowane filmy autorskie, animowany 25-minutowy film tv oraz pełnometrażowy animowany film kinowy. Był szefem Zakładu Filmów Rysunkowych. W latach 1998–1999 pracował w STO FILMS w Łodzi zrealizował 34 odcinki animowanej serii dla dzieci (Kulfon, co z Ciebie wyrośnie? oraz Bardzo przygodowe podróże Kulfona).
W latach 2005–2008 prodziekan Wydziału Operatorskiego i Realizacji Telewizyjnej na Państwowej Wyższej Szkole Filmowej Telewizyjnej i Teatralnej w Łodzi. Obecnie prowadzi Pracownię Filmu Animowanego w Akademii Sztuk Pięknych w Łodzi oraz pracuje w PWSFTviT w Łodzi.